# Heuchelheim bei Frankenthal
Heuchelheim bei Frankenthal település Németországban, Rajna-vidék-Pfalz tartományban. Lakosainak száma 1283 fő (2023. december 31.).

## Népesség
A település népességének változása:
| Lakosok száma | 950  | 1259 | 1265 | 1260 | 1266 | 1283 |
|               | 1975 | 2017 | 2019 | 2021 | 2022 | 2023 |